# SN 2002bl
SN 2002bl – supernowa typu Ic-pec odkryta 2 marca 2002 roku w galaktyce UGC 5499. W momencie odkrycia miała maksymalną jasność 17,00m.